# Николай Ростовцев
Николай Евгениев Ростовцев е руски и български художник.

## Биография
Роден е през 1898 г. в Сувалки, Полско царство, Руска империя.
По време на Гражданската война в Русия емигрира в България през 1921 г. Завършва Държавната художествена академия в София през 1930 г.
Изографисва множество църкви и манастири. По негови проекти и под негово ръководство през 1951 г. е изографисан катедралният храм „Успение Богородично“ във Варна. В периода 1951 – 1971 г. е художник реставратор при Централния църковен историко-археологически музей в София. Член е на Дружеството на руските художници в България и на Съюза на българските художници. Умира през 1988 г. в София.
Личният му архив се съхранява във фонд 1809К в Централен държавен архив. Той се състои от 183 архивни единици от периода 1928 – 1996 г.